# Lloyd Berkner
Lloyd Viel Berkner (1 tháng 2 năm 1905 ở Milwaukee, Wisconsin – 4 tháng 6 năm 1967 ở Washington, D.C.) là một nhà vật lý và kỹ sư người Mỹ. Ông là một trong những người phát minh ra thiết bị đo mà từ đó đã trở thành tiêu chuẩn tại các trạm tầng điện ly bởi vì nó đo chiều cao và mật độ điện tử của tầng điện ly. Dữ liệu thu được trong mạng lưới các thiết bị như vậy trên toàn thế giới rất quan trọng đối với lý thuyết phát triển sự lan truyền vô tuyến sóng ngắn mà chính Berkner đã có những đóng góp quan trọng.
Về sau, ông điều tra sự phát triển của bầu khí quyển Trái Đất. Vì cần dữ liệu từ toàn thế giới, ông đã đề xuất Năm Địa vật lý Quốc tế vào năm 1950. Vào thời điểm đó, IGY là nghiên cứu hợp tác lớn nhất về Trái Đất từng được thực hiện.
Berkner được bầu làm thành viên của Viện Hàn lâm Khoa học và Nghệ thuật Hoa Kỳ năm 1956. IGY được thực hiện bởi Liên minh Hội đồng Khoa học Quốc tế trong khi ông là chủ tịch năm 1957-1959. Ông cũng là thành viên của Ủy ban Cố vấn Khoa học của Tổng thống vào năm 1958 trong khi ông là chủ tịch của Associated Universities Inc.
Năm 1963, Berkner, cùng với L.C. Marshall, đưa ra một lý thuyết để mô tả cách thức mà bầu khí quyển của các hành tinh bên trong Hệ Mặt Trời từng phát triển.
Bắt đầu từ năm 1926, với tư cách là một sĩ quan hải quân, Berkner đã hỗ trợ phát triển hệ thống radar và dẫn đường, kỹ thuật điện tử máy bay hải quân và các nghiên cứu dẫn đến việc xây dựng hệ thống Cảnh báo Sớm Từ xa, một chuỗi các trạm radar được thiết kế nhằm cung cấp cho nước Mỹ cảnh báo trước trong trường hợp tấn công tên lửa trên khắp Bắc Cực.
Berkner làm việc với các nhà lãnh đạo cộng đồng Dallas để thành lập Trung tâm Nghiên cứu sau Đại học Tây Nam (sau đổi tên thành Trung tâm Nghiên cứu Nâng cao Tây Nam, cuối cùng trở thành Đại học Texas ở Dallas).
Ông đã viết hơn 100 bài báo khoa học và một số cuốn sách, bao gồm Rockets and Satellites (1958), Science in Space (1961) và The Scientific Age (1964).
Năm 1961, Berkner là chủ tịch của Viện Kỹ sư Vô tuyến.

## Di sản
Trường Trung học Lloyd V. Berkner ở Richardson, Texas được đặt theo tên ông vào năm 1969, cũng như Hội trường Lloyd V. Berkner tại Đại học Texas ở Dallas. Hố Mặt Trăng Berkner được đặt tên nhằm vinh danh ông. Đảo Berkner ở Nam Cực cũng được đặt tên cho Berkner vì công việc của ông trong vai trò là một nhà điều hành đài phát thanh trong chuyến thám hiểm đầu tiên của Byrd đến Nam Cực vào năm 1928.
Berkner kết hôn với Lillian Fulks Berkner và có hai con.